# Brétigny (Eure-et-Loir)
Brétigny is een plaats in het Franse departement Eure-et-Loir in de gemeente Sours. In 1360 werd in deze plaats het Verdrag van Brétigny getekend.

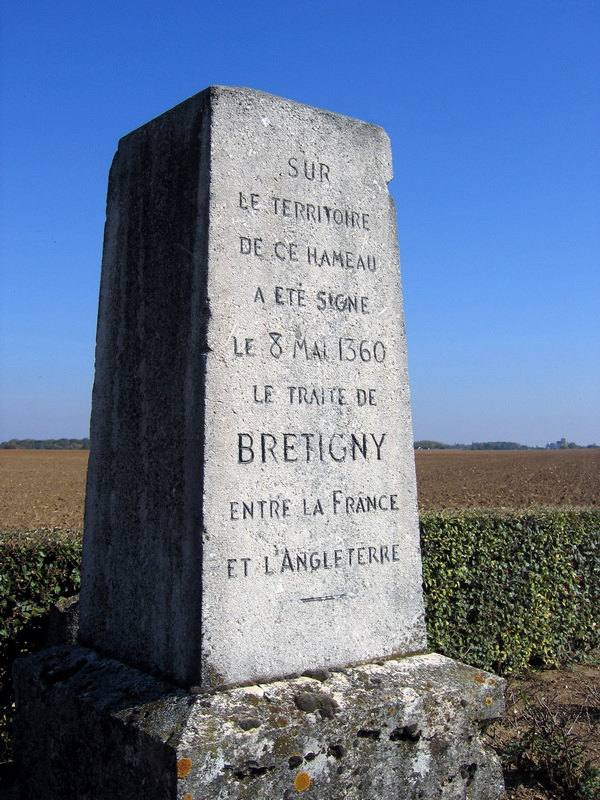
Monument ter herinnering aan het Verdrag van Brétigny